# Pedicia baikalica
Pedicia (Pedicia) baikalica là một loài ruồi trong họ Pediciidae. Chúng phân bố ở vùng sinh thái Palearctic.